# Cooma
Cooma – miasto w Australii, w stanie Nowa Południowa Walia.